# Diocesi di Tarlac
La diocesi di Tarlac (in latino Dioecesis Tarlacensis) è una sede della Chiesa cattolica nelle Filippine suffraganea dell'arcidiocesi di San Fernando. Nel 2022 contava 1.202.764 battezzati su 1.503.456 abitanti. È retta dal vescovo Roberto Calara Mallari.

## Territorio
La diocesi comprende la provincia filippina di Tarlac.
Sede vescovile è la città di Tarlac, dove si trova la cattedrale di San Sebastiano.
Il territorio è suddiviso in 62 parrocchie.

## Storia
La diocesi è stata eretta il 16 febbraio 1963 con la bolla Clarissimae famae di papa Giovanni XXIII, ricavandone il territorio dalle diocesi di Lingayen-Dagupan, contestualmente elevata al rango di arcidiocesi metropolitana, e di San Fernando (oggi arcidiocesi).
Originariamente suffraganea dell'arcidiocesi di Lingayen-Dagupan, il 17 marzo 1975 è entrata a far parte della provincia ecclesiastica di San Fernando.
Nel 1990 e nel 1991 la diocesi ha dovuto affrontare due gravissime calamità naturali: prima un terremoto e poi l'eruzione del vulcano Pinatubo.

## Cronotassi dei vescovi
Si omettono i periodi di sede vacante non superiori ai 2 anni o non storicamente accertati.
- Jesus Juan Acosta Sison † (8 marzo 1963 - 21 gennaio 1988 dimesso)
- Florentino Ferrer Cinense (21 gennaio 1988 succeduto - 31 marzo 2016 ritirato)
- Enrique de Vera Macaraeg † (31 marzo 2016 - 23 ottobre 2023 deceduto)
- Roberto Calara Mallari, dal 29 dicembre 2024

## Statistiche
La diocesi nel 2022 su una popolazione di 1.503.456 persone contava 1.202.764 battezzati, corrispondenti all'80,0% del totale.
| anno | popolazione | popolazione | popolazione | presbiteri | presbiteri | presbiteri | presbiteri                | diaconi | religiosi | religiosi | parrocchie |
| anno | battezzati  | totale      | %           | numero     | secolari   | regolari   | battezzati per presbitero | diaconi | uomini    | donne     | parrocchie |
| ---- | ----------- | ----------- | ----------- | ---------- | ---------- | ---------- | ------------------------- | ------- | --------- | --------- | ---------- |
| 1970 | 318.527     | 426.647     | 74,7        | 35         | 33         | 2          | 9.100                     |         | 2         | 33        | 25         |
| 1980 | 569.000     | 671.000     | 84,8        | 35         | 35         |            | 16.257                    |         | 4         | 45        | 26         |
| 1990 | 853.000     | 1.005.000   | 84,9        | 27         | 27         |            | 31.592                    |         |           | 41        | 26         |
| 1999 | 803.938     | 945.810     | 85,0        | 59         | 56         | 3          | 13.626                    |         | 5         | 44        | 35         |
| 2000 | 803.938     | 945.810     | 85,0        | 66         | 63         | 3          | 12.180                    |         | 3         | 51        | 36         |
| 2001 | 908.466     | 1.068.783   | 85,0        | 71         | 66         | 5          | 12.795                    |         | 15        | 54        | 36         |
| 2002 | 926.635     | 1.090.159   | 85,0        | 77         | 73         | 4          | 12.034                    |         | 12        | 61        | 36         |
| 2003 | 803.938     | 945.810     | 85,0        | 81         | 76         | 5          | 9.925                     |         | 15        | 54        | 40         |
| 2004 | 941.387     | 1.134.201   | 83,0        | 81         | 76         | 5          | 11.622                    |         | 15        | 54        | 40         |
| 2010 | 976.000     | 1.177.000   | 82,9        | 89         | 77         | 12         | 10.966                    |         | 37        | 63        | 49         |
| 2014 | 1.052.000   | 1.273.240   | 82,6        | 108        | 90         | 18         | 9.740                     |         | 50        | 67        | 52         |
| 2017 | 1.106.000   | 1.337.000   | 82,7        | 112        | 87         | 25         | 9.875                     |         | 55        | 60        | 62         |
| 2020 | 1.116.210   | 1.656.200   | 67,4        | 109        | 105        | 4          | 10.240                    |         | 22        | 60        | 70         |
| 2022 | 1.202.764   | 1.503.456   | 80,0        | 118        | 114        | 4          | 10.192                    |         | 22        | 61        | 62         |